# Griselda Pascual i Xufré
Griselda Pascual i Xufré (Barcelona, 11 de febrer del 1926- Barcelona, 8 de juny del 2001) fou una científica catalana vinculada a la investigació matemàtica i a la docència. La seva línia bàsica de recerca fou la teoria algebraica de nombres.

## Biografia
Nasqué dintre d'una família que valorava l'educació i el desenvolupament de les dones en l'àmbit cultural i professional. Son pare, l'aleshores reconegut pintor Julio Pascual, així com les seves ties, ambdues mestres d'escola, donaren suport al desenvolupament intel·lectual i cultural de Griselda, la qual va rebre la seva primera formació a l'escola privada Institució Cultural Femenina.
Estudià primer Magisteri, amb la qual cosa quan va començar els estudis de Matemàtiques ja estava en possessió del títol de mestra. Es llicencià en Ciències (Secció d'Exactes) per la Universitat de Barcelona el gener de 1947 i aquell mateix any va ser nomenada professora ajudant de classes pràctiques de la mateixa universitat, cosa que la convertí en la primera dona docent de la Facultat de Ciències.
El 1950 Pascual va ser catedràtica de l'Institut d'Ensenyança Mitjana de Tortosa (Tarragona) i, més tard, professora a l'Institut Maragall de Barcelona arribant a ocupar càrrecs de direcció (que mantingué entre 1965 i 1968). La seva tasca com a catedràtica d'institut es va desenvolupar de 1950 a 1985.
Amb el temps es va especialitzar en Didàctica de les Matemàtiques. Va ser becada pel Consell Superior d'Investigacions Científiques (CSIC). Va aconseguir, a més, una beca Alexander von Humboldt amb la qual va poder estudiar Geometria Diferencial a Freiburg (Alemanya) des de 1958 a 1959. Va ser a Alemanya on va començar els seus treballs sobre mosaics plans i esfèrics. En tornar a Barcelona va participar en la concreció de la reforma de l'ensenyament secundari introduint l'anomenada Matemàtica Moderna.
Pascual es va doctorar en Ciències Exactes l'any 1975 i va ser professora titular d'Àlgebra de la Universitat de Barcelona (UB) a partir de l'any 1985.
Griselda Pascual i Xufré va ser la primera dona docent que es va jubilar a la Facultat de Matemàtiques de la Universitat de Barcelona, l'any 1991, i la seva darrera lliçó versà sobre l'obra de Leopold Kronecker.

## Llegat
Griselda Pascual es preocupà durant la seva carrera de participar en accions diverses per a la millora de l'ensenyament de les matemàtiques. Així, participà activament en els moviments de reforma de Didàctica de les Matemàtiques i dels plans d'estudis de l'ensenyament mitjà, va prendre part activa en l'elaboració de les Proves Cangur (per a estudiants de secundària i batxillerat); va participar en nombrosos seminaris i en congressos matemàtics, tant nacionals com internacionals i va ser autora de nombroses traduccions de llibres matemàtics universitaris, entre els quals cal destacar la traducció en català de l'obra de Carl Friedrich Gauss "Disquisitiones arithmeticae", el text original del qual (que estava en llatí), va ser publicat l'any 1801.